# Diocesi di Vác

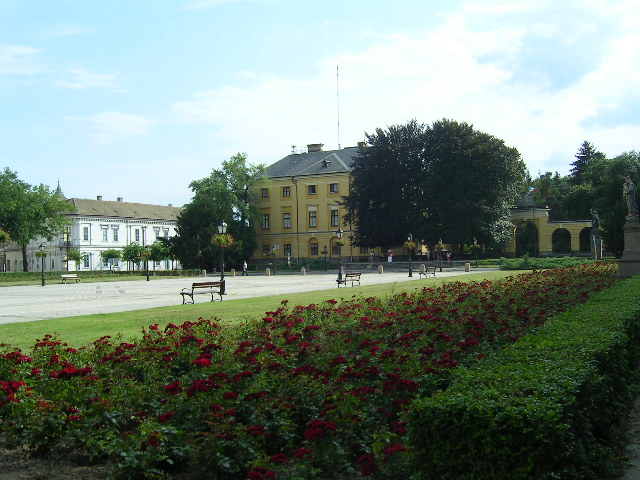
Al centro, il palazzo episcopale di Vác, e sulla sinistra la sede della biblioteca e degli archivi diocesani.

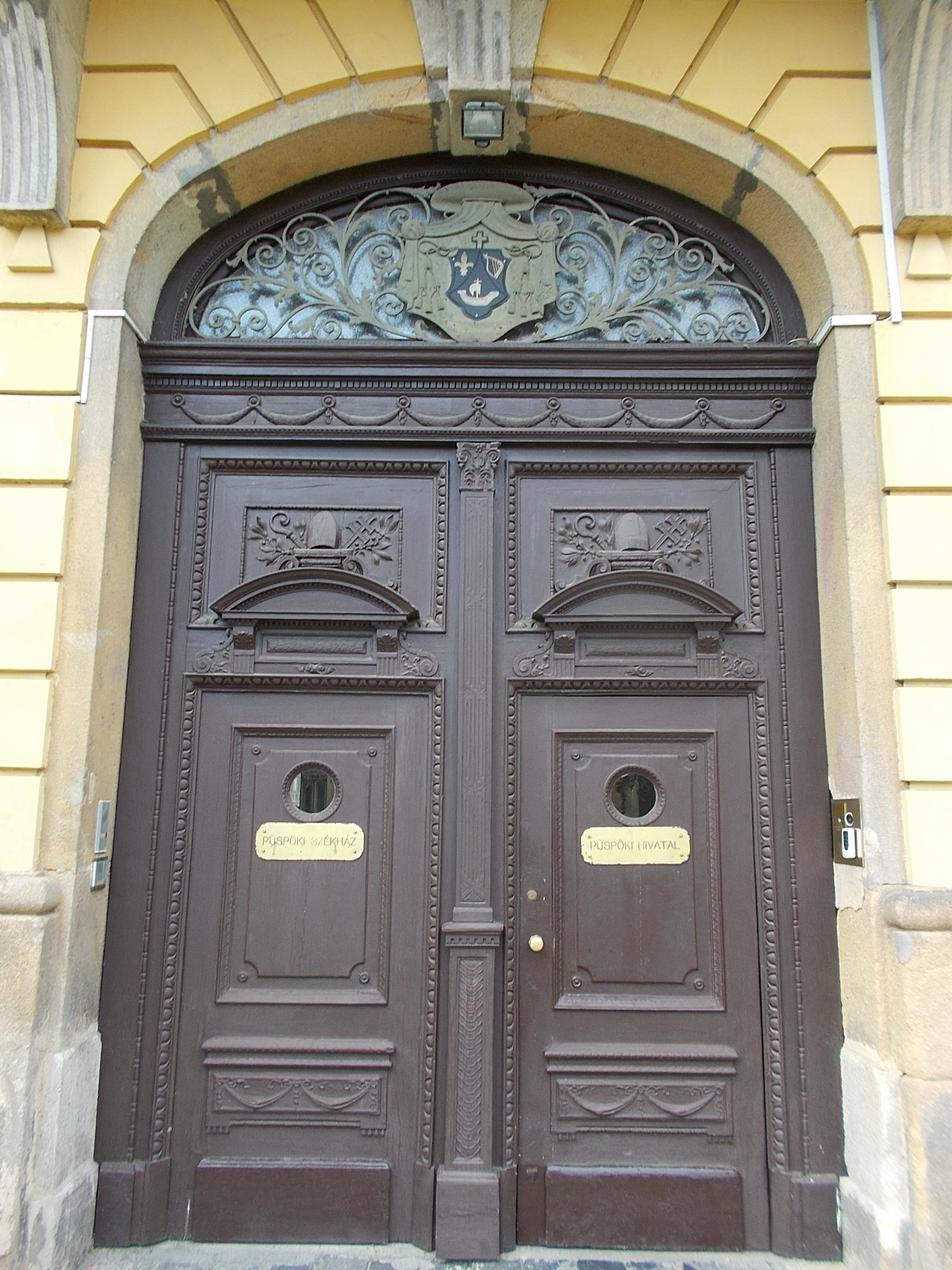
Portone del palazzo episcopale.

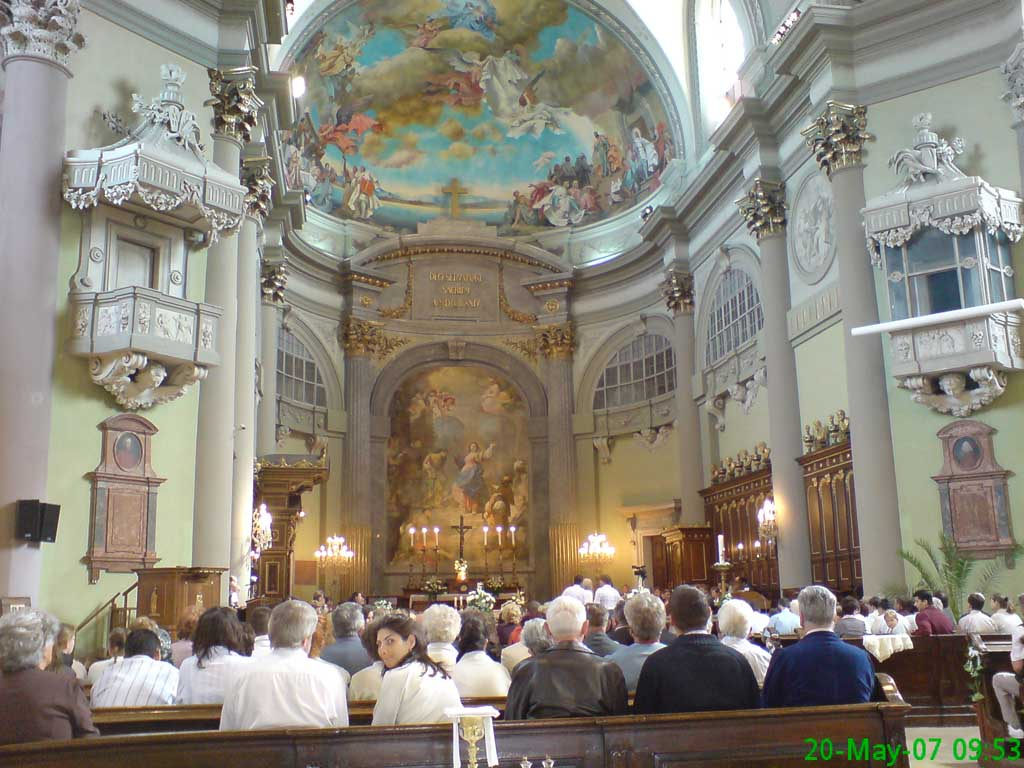
Interno della cattedrale di Vác, dietro l'altare la Visitazione, affresco di Franz Anton Maulbertsch, dello stesso autore l'affresco della cupola (1772).

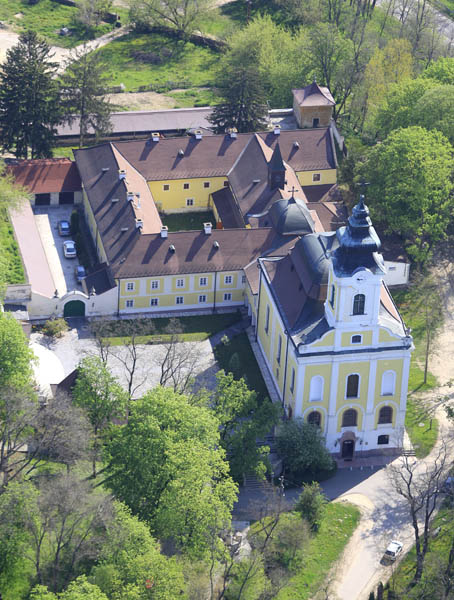
Il santuario mariano e basilica minore di Máriabesnyő.

La diocesi di Vác (in latino: Dioecesis Vaciensis) è una sede della Chiesa cattolica in Ungheria suffraganea dell'arcidiocesi di Eger. Nel 2022 contava 686.000 battezzati su 1.197.045 abitanti. È retta dal vescovo Zsolt Marton.

## Territorio
La diocesi, la seconda più popolosa d'Ungheria, comprende per intero la contea di Nógrád, gran parte della contea di Pest, alcune zone della periferia di Budapest e porzioni minori delle contee di Heves e di Jász-Nagykun-Szolnok.
Sede vescovile è la città di Vác, dove si trova la cattedrale dell'Assunzione. In diocesi si trovano tre basiliche minori: il santuario Nostra Signora di Ungheria (Magyarok Nagyasszonya Bazilika) di Márianosztra; i santuari mariani (Nagyboldogasszony Bazilika) di Mátraverebély e di Máriabesnyő.
Il territorio si estende su 8.805 km² ed è suddiviso in 220 parrocchie, raggruppate in 3 arcidiaconati e 10 decanati:
- arcidiaconato di Nógrád: decanati di Érsekvadkert, Salgótarján e Szécsény;
- arcidiaconato di Szolnok: decanati di Dabas, Nagykáta e Szolnok;
- arcidiaconato di Vác: decanati di Gödöllő, Hatvan, Pásztó e Vác.

### Le cattedrali
Nel 1752 Michele Carlo Althann fece progettare i lavori di ristrutturazione della vecchia cattedrale di San Michele dall'architetto Ignác Oracsek, lavori che di fatto furono iniziati dal successore Pál Forgách, ma che risultarono subito catastrofici e la chiesa divenne inagibile, tanto che il successore di Forgách, Károly Eszterházy, decise di dislocare altrove la cattedrale che il successore Migazzi finalmente realizzò. Dopo l'inagibilità della vecchia cattedrale funse temporaneamente come cattedrale la chiesa dei Domenicani. Károly Eszterházy decise di realizzare una nuova cattedrale in altro luogo e fece realizzare un progetto faraonico dall'architetto Pilgramm. Il 24 maggio 1762 pose la prima pietra della nuova cattedrale, ma meno di un mese dopo, il 17 giugno fu trasferito ad Eger e tornò Migazzi che, dato che nel frattempo l'architetto Pilgramm era morto (il progetto fu completato da un allievo), si portò appositamente da Vienna l'architetto Isidore Canevale, il quale giudicò il progetto di Pilgramm assolutamente sovradimensionato e dichiarò che la cattedrale necessitava di un maggiore spazio. Pertanto Migazzi decise di far realizzare un nuovo progetto da Canevale e di creare lo spazio nello stesso luogo individuato da Eszterházy, demolendo edifici circostanti (caserma e case). Pertanto Migazzi (con il progetto di Canevale) utilizzò parte delle fondamenta, appena realizzate, del progetto Pilgramm. Fece anche demolire la vecchia cattedrale di San Michele (di cui oggi sono visibili solo tracce) ampliando la piazza principale.

## Storia
Sarebbe stata eretta da santo Stefano nel 1004 ed il primo vescovo, un seguace di san Gerardo, fu nominato dallo stesso santo Stefano, nel 1008. La più antica documentazione ancora esistente risale al 1075, mentre per il periodo precedente abbiamo solo documentazione indiretta. I suoi vescovi fino al 1848 ebbero il titolo e la funzione di vescovo-conte. Originariamente era suffraganea dell'arcidiocesi di Esztergom (oggi arcidiocesi di Esztergom-Budapest).
Fino al 1993 era la maggiore diocesi ungherese sia per l'estensione del proprio territorio sia, soprattutto, per il numero di abitanti, comprendendo anche tutta la città (dal 1873 semicittà) di Pest.
Il 31 maggio 1993 è divenuta suffraganea dell'arcidiocesi di Eger e ha ceduto porzioni del suo territorio, fra cui Pest, a vantaggio delle diocesi limitrofe, perdendo così il primato di popolosità fra le diocesi ungheresi.

### Vescovi
A sottolineare l'importanza storica della diocesi, si fa notare il rilievo internazionale di gran parte dei vescovi (molti dei quali furono cardinali e successivamente nominati arcivescovi di Vienna), tra cui spiccano Michele Federico Althann, che fu anche contemporaneamente viceré di Napoli, (1718 - 1734); Michele Carlo Althann, che fu arcivescovo di Bari e primate delle Puglie, (1734 - 1756); Carlo Ambrogio Ferdinando d’Asburgo, Arciduca d'Austria, nato a Milano nel 1785, fu dapprima amministratore apostolico, in quanto non era sacerdote e fu ordinato un anno dopo (1806 - 1808).

## Cronotassi dei vescovi
Si omettono i periodi di sede vacante non superiori ai 2 anni o non storicamente accertati.
- Benetha (o Beszteréd o Bőd) † (1008 - ?)
- Kelemen † (prima del 1052 - dopo il 1055)
- Áron † (circa 1075)
- Marcello † (1103 - 1119 nominato arcivescovo di Esztergom)
- Marcellino † (1119 - 1139)
- Odo † (1140 - 1151)
- Hippolyt † (1156 - 1157)
- Dedács † (1158 - 1169)
- Jób † (1170 - 1183)
- Boleszló † (1188 - 1213 deceduto)
- Jakab † (1213 - 1221)
- Bereck † (1221 - 1237)
- Mátyás † (1237 - 6 marzo 1240 nominato arcivescovo di Esztergom)
- István Báncsa † (1241 - 7 luglio 1243 nominato arcivescovo di Esztergom)
- Jeromos † (1243 - 1259)
- Mátyás † (1259 - 1262)
- Fülöp † (1262 - 1278)
- Tamás † (1278 - 1289)
- László Aba † (1289 - 1293)
- Lukács Aba † (1294 - 1311 deceduto)
  - Benedek † (1313 - 1317) (amministratore apostolico)
- Lőrinc † (10 aprile 1318 - 1329 deceduto)
- Rudolf, O.P. † (19 giugno 1329 - 1342 deceduto)
- Mihály Széchényi † (8 luglio 1342 - 18 novembre 1362 nominato vescovo di Eger)
- János de Surdis † (1363 - 1375 nominato vescovo di Győr)
- Péter † (5 maggio 1376 - 1400)
- Miklós † (20 aprile 1401 - 1405)
- Fülöp † (1407 - 1419 deceduto)
- Miklós Ilsvai † (23 ottobre 1419 - 1430 deceduto)
- Mátyás Gathali † (8 gennaio 1438 - 9 maggio 1440 nominato vescovo di Veszprém)
- Péter Agmándi † (9 maggio 1440 - 28 luglio 1449 nominato vescovo di Transilvania)
- Vince Szilassi † (17 luglio 1450 - 1473 deceduto)
- Miklós Báthori † (22 aprile 1474 - 1507 deceduto)
- János Gosztony † (15 aprile 1508 - 10 febbraio 1511 nominato vescovo di Győr)
  - Ferenc Várady † (30 aprile 1511 - 13 agosto 1515 nominato vescovo di Transilvania) (vescovo eletto)
- László Szalkai † (13 agosto 1515 - 18 giugno 1523 nominato vescovo di Eger)
- János Ország de Guth † (1520 - 1532 deceduto)
- Stjepan Brodarić † (30 marzo 1539 - 7 novembre 1539 deceduto)
- Agostino Sbardelatti † (1548 - 1553 deceduto)
- Balázs Péterváradi † (1553 - 1560 deceduto)
- János Újlaky † (17 luglio 1560 - 1578 deceduto)
- Zakariás Mossóczy † (27 ottobre 1578 - 7 ottobre 1583 nominato vescovo di Nitra)
- Márton Pethe de Hetes † (26 ottobre 1583 - 16 gennaio 1589 nominato vescovo di Gran Varadino)
- István Mathisy † (23 gennaio 1589 - 1591 deceduto)
  - Sede vacante (1591-1594)
- István Szuhay † (6 giugno 1594 - 23 ottobre 1600 nominato vescovo di Eger)
- Péter Radovich † (15 dicembre 1600 - 19 novembre 1608 deceduto)
- Pál Almásy † (27 gennaio 1610 - 13 settembre 1621 deceduto)
  - Tamás Balásfy † (11 ottobre 1621 - 29 settembre 1622 nominato vescovo di Pécs) (non confermato)
  - Miklós Dallos † (1622 - 5 maggio 1623 nominato vescovo di Győr) (non confermato)
- István Sennyey † (27 gennaio 1627[4] - 11 luglio 1628 nominato vescovo di Veszprém)
  - Pál Dávid † (18 luglio 1628 - 6 ottobre 1631[5] nominato vescovo di Veszprém) (non confermato)
  - Juraj Drašković † (25 ottobre 1630 - 22 ottobre 1635 nominato vescovo di Győr) (non confermato)
- Gergely Nagyfalvay † (13 agosto 1640 - 1642 o 1643 deceduto)
  - János Püsky † (6 luglio 1643 - 13 settembre 1644 nominato vescovo di Nitra) (non confermato)
  - István Bosnyák † (13 settembre 1644 - 23 settembre 1644 deceduto) (non confermato)
  - Mihály Kopcsányi † (1644 - marzo 1646 deceduto) (non confermato)
  - László Hosszútóthy † (3 aprile 1646 - 1648 deceduto) (non confermato)
  - János Püsky † (20 aprile 1648 - 1º febbraio 1649 nominato arcivescovo di Kalocsa) (per la seconda volta) (non confermato)
- Mátyás Tarnóczy † (14 giugno 1655[6] - 30 agosto 1655 deceduto)
  - Zsigmond Zongor † (27 settembre 1655 - 5 novembre 1657 deceduto) (non confermato)
  - Tamás Pálffy † (25 aprile 1658 - 16 agosto 1660 nominato vescovo di Eger) (non confermato)
  - Ferenc Szentgyörgyi † (16 agosto 1660 - 1662 deceduto) (non confermato)
- Ferenc Szegedy † (10 dicembre 1663[7] - 21 marzo 1672[8] nominato vescovo di Eger)
- György Pongrácz † (2 maggio 1672[9] - 5 marzo 1676 deceduto)
- János Gubasóczy † (12 luglio 1677 - 13 maggio 1680 nominato vescovo di Nitra)
- Péter Korompay † (28 aprile 1681 - 20 aprile 1682[10] nominato vescovo di Eger)
- János Kéry † (8 giugno 1682 - 3 marzo 1685 deceduto)
- Miklós Balogh † (18 marzo 1686 - 6 ottobre 1689 deceduto)
- Mihály Dwornikovich † (14 ottobre 1695[11] - 1705 deceduto)
- Imre Esterházy, O.S.P.P.E. † (1º agosto 1707 - 9 settembre 1709 nominato vescovo di Zagabria)
- Sigismund Kollonitsch † (14 ottobre 1708 - 1º luglio 1716 nominato arcivescovo di Vienna)
- Wilhelm von Leslie † (5 ottobre 1716 - 5 gennaio 1718 nominato vescovo di Lubiana)
- Michele Federico Althann † (27 giugno 1718 - 20 giugno 1734 deceduto)
- Michele Carlo Althann † (2 dicembre 1735 - 17 luglio 1756 deceduto)
- Cristoforo Migazzi † (20 settembre 1756 - 23 maggio 1757 nominato arcivescovo di Vienna)
- Pál Forgách † (26 settembre 1757 - settembre 1759 deceduto)
- Károly Eszterházy † (3 marzo 1760 - 19 aprile 1762 nominato vescovo di Eger)
  - Cristoforo Migazzi † (19 aprile 1762 - 1786 dimesso) (amministratore apostolico)
- Ferenc Splenyi † (10 marzo 1788 - 22 dicembre 1795 deceduto)
  - Carlo Ambrogio Ferdinando d'Asburgo † (17 novembre 1806 - 16 marzo 1808 nominato arcivescovo di Esztergom) (amministratore apostolico)
- László Kámánházy † (11 luglio 1808 - 4 febbraio 1817 deceduto)
- Ferenc Nádasdy † (17 novembre 1823 - 24 novembre 1845 nominato arcivescovo di Kalocsa)
- Ágoston Roskoványi † (5 settembre 1854 - 15 aprile 1859 nominato vescovo di Nitra)
- Antal József Peitler † (15 aprile 1859 - 24 luglio 1885 deceduto)
- Konštantín Schuster † (17 marzo 1887 - 23 luglio 1899 deceduto)
- Károly Emmánuel Csáky † (19 aprile 1900 - 16 febbraio 1919 deceduto)
- Árpád István Hanauer † (9 settembre 1919 - 1942 deceduto)
- József Pétery † (24 settembre 1942 - 15 novembre 1967 deceduto)
- József Bánk † (10 gennaio 1969 - 2 febbraio 1974 nominato arcivescovo di Eger)
- Mihály Endrey † (7 gennaio 1975 - 4 luglio 1977 deceduto)
- József Bánk † (2 marzo 1978 - 3 marzo 1987 ritirato)
- Izidor István Marosi † (3 marzo 1987 - 11 febbraio 1992 ritirato)
- Ferenc Keszthelyi, O.Cist. † (11 febbraio 1992 - 27 marzo 2003 ritirato)
- Miklós Beer (27 maggio 2003 - 12 luglio 2019 ritirato)
- Zsolt Marton, dal 12 luglio 2019

## Statistiche
La diocesi nel 2022 su una popolazione di 1.197.045 persone contava 686.000 battezzati, corrispondenti al 57,3% del totale.
| anno | popolazione | popolazione | popolazione | presbiteri | presbiteri | presbiteri | presbiteri                | diaconi | religiosi | religiosi | parrocchie |
| anno | battezzati  | totale      | %           | numero     | secolari   | regolari   | battezzati per presbitero | diaconi | uomini    | donne     | parrocchie |
| ---- | ----------- | ----------- | ----------- | ---------- | ---------- | ---------- | ------------------------- | ------- | --------- | --------- | ---------- |
| 1948 | 1.187.345   | 1.671.987   | 71,0        | 580        | 452        | 128        | 2.047                     |         | 220       | 777       | 246        |
| 1969 | 1.300.000   | 2.000.000   | 65,0        | 429        | 429        |            | 3.030                     |         |           |           | 276        |
| 1980 | 1.300.000   | 2.032.000   | 64,0        | 441        | 412        | 29         | 2.947                     |         | 29        |           | 276        |
| 1990 | 1.200.000   | 2.020.000   | 59,4        | 387        | 359        | 28         | 3.100                     | 2       | 28        |           | 252        |
| 1999 | 708.000     | 1.070.000   | 66,2        | 228        | 190        | 38         | 3.105                     | 6       | 55        | 230       | 225        |
| 2000 | 708.000     | 1.070.000   | 66,2        | 223        | 189        | 34         | 3.174                     | 6       | 47        | 227       | 225        |
| 2001 | 705.000     | 1.067.000   | 66,1        | 228        | 190        | 38         | 3.092                     | 5       | 48        | 195       | 225        |
| 2002 | 705.000     | 1.067.000   | 66,1        | 224        | 186        | 38         | 3.147                     | 6       | 45        | 188       | 225        |
| 2003 | 705.000     | 1.067.000   | 66,1        | 229        | 191        | 38         | 3.078                     | 6       | 45        | 183       | 225        |
| 2004 | 640.000     | 1.116.000   | 57,3        | 221        | 185        | 36         | 2.895                     | 6       | 43        | 168       | 225        |
| 2010 | 640.000     | 1.116.000   | 57,3        | 222        | 199        | 23         | 2.882                     | 14      | 35        | 57        | 221        |
| 2014 | 640.000     | 1.116.000   | 57,3        | 221        | 178        | 43         | 2.895                     | 32      | 53        | 41        | 220        |
| 2017 | 638.500     | 1.113.300   | 57,4        | 214        | 174        | 40         | 2.983                     | 37      | 48        | 41        | 222        |
| 2020 | 688.100     | 1.199.876   | 57,3        | 210        | 171        | 39         | 3.276                     | 47      | 43        | 23        | 219        |
| 2022 | 686.000     | 1.197.045   | 57,3        | 175        | 147        | 28         | 3.920                     | 42      | 32        | 32        | 220        |